# Mark Lanegan
Mark William Lanegan (* 25. November 1964 in Ellensburg, Washington; † 22. Februar 2022 in Killarney, Irland) war ein US-amerikanischer Sänger und Songwriter. Von 1983 bis 2000 war er Frontmann der Screaming Trees.

## Leben
Lanegan entstammte laut eigener Aussage einer schwierigen Familie, die er schnell zu meiden versuchte, was auch zu seinem Drogenkonsum führte.
Noch während seiner Zeit bei den Screaming Trees nahm Mark Lanegan 1990 sein erstes Soloalbum The Winding Sheet auf, wobei er mit Kurt Cobain und Krist Novoselić von Nirvana hochkarätige Unterstützung hatte.
Mark Lanegan war auch Gastsänger bei dem aus einer Jam-Session im Seattler Crocodile-Café am 16. Oktober 1994 gegründeten Projekt Mad Season, das ein Projekt der Musiker Mike McCready (Gitarre, Pearl Jam), Layne Staley (Gesang, Alice in Chains), Barrett Martin (Schlagzeug, Screaming Trees) und John „Baker“ Saunders (Bass, The Walkabouts) war. Sie nahmen nur ein Album, genannt Above, auf.
Mark Lanegan war zu dieser Zeit einer der besten Freunde von Layne Staley.
1994 folgte das Soloalbum Whiskey for the Holy Ghost, auf dem Mitglieder von Dinosaur Jr., Mudhoney, Tad und Mark Pickerel mitspielten. 1998 erschien das Album Scraps at Midnight, gefolgt von dem Balladen-Coveralbum I'll Take Care of You (1999), auf dem Van Conner von den Screaming Trees und Pickerel gastierten. 2000 lösten sich die Screaming Trees auf, 2001 schloss sich Lanegan den Queens of the Stone Age an.
Während der Zeit bei QotSA veröffentlichte er das Solo-Album Field Songs (2001) und die EP Here Comes that Weird Chill (2003), wobei er seine nachfolgenden Werke, einschließlich der EP, unter dem Künstlernamen „Mark Lanegan Band“ veröffentlichte, um den verschiedenen an seinen Alben mitwirkenden Gastmusikern Tribut zu zollen.
Am 2. August 2004 erschien die LP Bubblegum, von vielen als sein bestes Werk gefeiert. Im  März des darauf folgenden Jahres kam das vierte Album der Queens of the Stone Age heraus, auf dem Lanegan als Gastsänger zu hören ist. Bis dahin war Lanegan Teil der Live-Besetzung der Queens, ehe er sich ab April 2005 zurückzog, um sich seiner Solokarriere und weiteren Projekten widmen zu können.
Lanegan, dessen Bekanntheitsgrad seit Bubblegum deutlich stieg, nahm Anfang 2006 in Zusammenarbeit mit der Sängerin Isobel Campbell, ehemaliges Mitglied von Belle & Sebastian, das Album Ballad of the Broken Seas auf. Im Abstand von jeweils zwei Jahren veröffentlichte das Duo noch zwei weitere Alben.
Die Musikzeitschrift Intro beschrieb Mark Lanegan wie folgt: „Seine Songs sind von depressiver Schönheit, sein Gesang ist ein Flüstern. Wenn er erzählt, klingt es, als betete er.“
2003 begann er mit Greg Dulli (Afghan Whigs, The Twilight Singers) ein neues Projekt namens The Gutter Twins; deren Album Saturnalia erschien im März 2008. Mark Lanegan war bereits als Gastmusiker auf den Twilight Singers Alben Blackberry Belle und She Loves You sowie auf der EP A Stitch in Time beteiligt.
Anfang 2012 erschien Lanegans Soloalbum Blues Funeral, produziert von Alain Johannes, der auch etliche Instrumente darauf eingespielt hat. „Blues-Begräbnis“ hat er es genannt, weil er „ein wenig düster veranlagt“ sei. Statt wie sonst die Gitarre hat er einen alten Drumcomputer und Keyboards zum Komponieren benutzt. Das Live-Lineup der Blues-Funeral-Tour bestand aus den vier belgischen Musikern Aldo Struyf, Steven Janssens, Frederic Lyenn Jacques und Jean-Philippe de Gheest.
Im Jahr 2013 veröffentlichte Lanegan zwei neue Alben. Im Frühjahr erschien das Werk Black Pudding, das er zusammen mit Duke Garwood herausbrachte, und im Herbst das Album Imitations, das – wie schon das 1999 erschienene I'll Take Care of You – nur aus Cover-Songs besteht und mit dem er im Herbst 2013 ausgiebig auf Tour ging.
Auch in den folgenden Jahren veröffentlichte Lanegan mehrere Alben. Anfang 2014 wurde eine Anthologie veröffentlicht, die aus 20 bereits veröffentlichten Songs und 12 bis dato unveröffentlichten besteht. Mitte des Jahres folgte die EP No Bells on Sunday, die einen Vorgeschmack auf das im Herbst erschienene Album Phantom Radio gab. 2015 wurde zudem ein Remix-Album herausgebracht, das die Mixe der EP und des Albums enthielt, unter anderem von Moby und UNKLE. Mitte 2015 wurde zudem Houston veröffentlicht: ein völlig unbekanntes, jedoch bereits 2002 aufgenommenes Album.
Im August 2018 erschien mit With Animals eine zweite Zusammenarbeit mit Duke Garwood. Der Radiosender ByteFM nannte das Album einen „apokalyptischen Bastard aus Downtempo und Blues“.
2020 veröffentlichte Lanegan seine Memoiren Sing Backwards and Weep, die seine Jahre als drogensüchtiger Musiker im Seattle der 80er und 90er Jahre rekapitulieren. Im September 2021 erschien diese Autobiografie unter dem Titel Alles Dunkel dieser Welt auf Deutsch im Heyne Verlag. In Bezug auf das Schreiben seiner Autobiografie Alles Dunkel dieser Welt, in der sich der Rockmusiker selbstkritisch zeigt, erklärte Mark Lanegan im November 2021 dem deutschen Musikmagazin Classic Rock: „Die Leute sagen, es sei eine kathartische Erfahrung, sowas aufzuschreiben, aber für mich war es eher das Gegenteil. Es war das Öffnen der Büchse der Pandora. Ich wollte es nur hinter mich bringen und versank teilweise so tief in dem Prozess, dass ich manchmal zwölf bis 14 Stunden am Stück arbeitete, ohne zu essen, trinken oder pinkeln zu gehen.“ 2021 folgte der Erinnerungsband Devil in a Coma über seine schwere COVID-19-Erkrankung.
Lanegan lebte zuletzt in Killarney im Südwesten Irlands, wo er im Februar 2022 im Alter von 57 Jahren starb. Er hinterlässt seine Ehefrau Shelley Brien.

## Diskografie
Für Veröffentlichungen mit Screaming Trees siehe hier.

### Soloalben
| Jahr | Titel                    | Höchstplatzierung, Gesamtwochen, AuszeichnungChartplatzierungen (Jahr, Titel, Platzierungen, Wochen, Auszeichnungen, Anmerkungen) | Höchstplatzierung, Gesamtwochen, AuszeichnungChartplatzierungen (Jahr, Titel, Platzierungen, Wochen, Auszeichnungen, Anmerkungen) | Höchstplatzierung, Gesamtwochen, AuszeichnungChartplatzierungen (Jahr, Titel, Platzierungen, Wochen, Auszeichnungen, Anmerkungen) | Höchstplatzierung, Gesamtwochen, AuszeichnungChartplatzierungen (Jahr, Titel, Platzierungen, Wochen, Auszeichnungen, Anmerkungen) | Höchstplatzierung, Gesamtwochen, AuszeichnungChartplatzierungen (Jahr, Titel, Platzierungen, Wochen, Auszeichnungen, Anmerkungen) | Anmerkungen     |
| Jahr | Titel                    | DE | AT | CH | UK | US | Anmerkungen     |
| ---- | ------------------------ | --- | --- | --- | --- | --- | --------------- |
| 2004 | Bubblegum                | DE67 (2 Wo.)DE | — | — | UK43 (2 Wo.)UK | — | Beggars Banquet |
| 2012 | Blues Funeral            | DE41 (1 Wo.)DE | AT42 (1 Wo.)AT | CH27 (4 Wo.)CH | UK21 (3 Wo.)UK | US99 (1 Wo.)US | 4AD             |
| 2013 | Imitations               | — | — | CH78 (1 Wo.)CH | UK62 (1 Wo.)UK | — | Heavenly        |
| 2014 | Phantom Radio            | — | — | CH91 (1 Wo.)CH | UK22 (2 Wo.)UK | US148 (1 Wo.)US | Vagrant         |
| 2017 | Gargoyle                 | — | AT71 (1 Wo.)AT | CH41 (1 Wo.)CH | UK22 (1 Wo.)UK | — | Heavenly        |
| 2019 | Somebody’s Knocking      | DE58 (1 Wo.)DE | — | CH30 (1 Wo.)CH | UK78 (1 Wo.)UK | — | Heavenly        |
| 2020 | Straight Songs of Sorrow | DE67 (1 Wo.)DE | — | CH70 (2 Wo.)CH | UK85 (1 Wo.)UK | — | PIAS            |

Weitere Soloalben
- 1990: The Winding Sheet, Sub Pop
- 1994: Whiskey for the Holy Ghost, Sub Pop
- 1998: Scraps at Midnight, Sub Pop
- 1999: I’ll Take Care of You, Sub Pop
- 2001: Field Songs, Sub Pop
- 2014: Has God Seen My Shadow? An Anthology 1989–2011, Light in the Attic
- 2015: A Thousand Miles of Midnight (Remix-Album), Vagrant
- 2015: Houston (Publishing Demos 2002), Ipecac

### Kollaboalben
| Jahr | Titel                     | Höchstplatzierung, Gesamtwochen, AuszeichnungChartplatzierungen (Jahr, Titel, Platzierungen, Wochen, Auszeichnungen, Anmerkungen) | Höchstplatzierung, Gesamtwochen, AuszeichnungChartplatzierungen (Jahr, Titel, Platzierungen, Wochen, Auszeichnungen, Anmerkungen) | Höchstplatzierung, Gesamtwochen, AuszeichnungChartplatzierungen (Jahr, Titel, Platzierungen, Wochen, Auszeichnungen, Anmerkungen) | Höchstplatzierung, Gesamtwochen, AuszeichnungChartplatzierungen (Jahr, Titel, Platzierungen, Wochen, Auszeichnungen, Anmerkungen) | Höchstplatzierung, Gesamtwochen, AuszeichnungChartplatzierungen (Jahr, Titel, Platzierungen, Wochen, Auszeichnungen, Anmerkungen) | Anmerkungen                |
| Jahr | Titel                     | DE | AT | CH | UK | US | Anmerkungen                |
| ---- | ------------------------- | --- | --- | --- | --- | --- | -------------------------- |
| 2006 | Ballad of the Broken Seas | — | — | — | UK38 Silber · (2 Wo.)UK | — | mit Isobel Campbell V2     |
| 2008 | Sunday at Devil Dirt      | — | — | CH37 (1 Wo.)CH | UK38 (2 Wo.)UK | — | mit Isobel Campbell V2     |
| 2010 | Hawk                      | — | — | CH28 (2 Wo.)CH | UK29 (2 Wo.)UK | — | mit Isobel Campbell V2     |
| 2013 | Black Pudding             | — | — | — | UK74 (1 Wo.)UK | — | mit Duke Garwood Universal |
| 2018 | With Animals              | DE96 (1 Wo.)DE | AT69 (1 Wo.)AT | CH38 (1 Wo.)CH | UK68 (1 Wo.)UK | — | mit Duke Garwood Heavenly  |

Weitere Kollaboalben
- 1987: Steve Fisk: 448 Deathless Days, SST
- 1993: The Walkabouts: Satisfied Mind, Glitterhouse Records
- 1994: Mad Season: Above, Sony BMG
- 1995: Steve Fisk: Over and Thru the Night, K Records
- 1995: Mike Watt: Ball-Hog or Tugboat?, Columbia
- 2000: Queens of the Stone Age: Rated R, Interscope
- 2001: Desert Sessions: Volumes 7 & 8, Southern Lord
- 2001: Masters of Reality: Deep In The Hole, Brownhouse
- 2002: Queens of the Stone Age: Songs for the Deaf, Interscope
- 2003: The Twilight Singers: Blackberry Belle, One Little Indian
- 2003: Martina Topley-Bird: Quixotic, Independiente
- 2003: Mondo Generator: A Drug Problem that never existed, Ipecac
- 2004: The Twilight Singers: She Loves You, One Little Indian
- 2004: Melissa Auf der Maur: Auf Der Maur, Capitol
- 2005: Queens of the Stone Age: Lullabies to Paralyze, Interscope
- 2006: The Twilight Singers: A Stitch in Time, One Little Indian
- 2007: Creature with the Atom Brain: I Am The Golden Gate Bridge, Munich Records
- 2007: Soulsavers: It’s Not How Far You Fall, It’s the Way You Land, V2
- 2007: Queens of the Stone Age: Era Vulgaris, Interscope
- 2008: The Gutter Twins: Saturnalia, Sub Pop
- 2008: The Gutter Twins: Adorata (EP, nur via iTunes)
- 2008: Isobel Campbell & Mark Lanegan: Keep Me in Mind Sweetheart (EP), V2
- 2009: Soulsavers: Broken, V2
- 2009: Creature with the Atom Brain: Transylvania, Munich Records
- 2010: UNKLE: Where Did the Night Fall, Surrender Al
- 2012: Creature with the Atom Brain: The Birds Fly Low, Sacred Love Records
- 2013: Queens of the Stone Age: …Like Clockwork, Matador Records
- 2013: Moby: Innocents, Little Idiot
- 2018: mit Marianne Faithfull: They Come at Night
- 2019: mit Mark Morton: Axis

### EPs
- 2003: Here Comes That Weird Chill, Beggars Banquet
- 2014: No Bells on Sunday, Vagrant

### Singles
| Jahr | Titel Album                  | Höchstplatzierung, Gesamtwochen, AuszeichnungChartsChartplatzierungen (Jahr, Titel, Album, Platzierungen, Wochen, Auszeichnungen, Anmerkungen) | Anmerkungen |
| Jahr | Titel Album                  | UK | Anmerkungen |
| ---- | ---------------------------- | --- | ----------- |
| 2004 | Hit the City (mit PJ Harvey) | UK76 (1 Wo.)UK |             |

## Buchveröffentlichungen
- Sing Backwards and Weep, White Rabbit, 2021, ISBN 978-1-4746-1550-1; Alles Dunkel dieser Welt: eine Autobiografie, Heyne Verlag, München 2021, ISBN 978-3-453-27344-3.
- Devil in a Coma, Orion Publishing Group, 2021, ISBN 978-1-3996-0184-9